# Roma in Österreich
Die Roma in Österreich sind eine ethnische Minderheit, deren Angehörige im Zuge mehrerer Einwanderungswellen ab dem Spätmittelalter in das heutige Österreich kamen. Man geht davon aus, dass zwischen 25.000 und 50.000 Roma in Österreich leben, ihre Gesamtzahl ist jedoch umstritten. Die Roma bestehen aus mehreren heterogenen Gruppen unterschiedlicher soziohistorischer Herkunft. Grob unterteilt werden sie in autochthone Roma oder Burgenlandroma, die seit vielen Generationen im heutigen Land leben, und die seit 1993 vom Staat als Volksgruppe anerkannt werden, sowie in Roma, die in der jüngeren Vergangenheit aus wirtschaftlichen oder politischen Gründen zugewandert sind.
Der Großteil der Roma in Österreich lebt historisch bedingt in dessen östlichstem Bundesland Burgenland. Weitere große Gruppen gibt es in den drei größten Ballungsräumen des Landes: Wien, Graz und Linz.

## Geschichte

### Herkunft und Verbreitung

#### Ersteinwanderung

Die ersten Roma kamen im 15. Jahrhundert in das Gebiet des heutigen Österreich

Die ursprünglich vom indischen Subkontinent stammenden Roma migrierten über das Perserreich nach Kleinasien in das Byzantinische Reich, wo sie mehrere Jahrhunderte sesshaft waren. Im Zuge der osmanischen Expansionen kam es ab dem 14. Jahrhundert zu Wanderbewegungen der Roma von Byzanz in den Balkanraum – in die mittelalterlichen Reiche der Bulgaren und der Serben, sowie die Walachei, und von Serbien später in das Königreich Ungarn. Ab dem 15. Jahrhundert gab es über die österreichischen Herzogtümer auch Wanderungen nach Böhmen, Mähren und in den Südwesten des Heiligen Römische Reiches.
Im Königreich Ungarn siedelten die Roma im Zentralraum des Landes im Bereich der Komitate Baranya und Tolna. Mit dem Vorstoß der Osmanen nach Zentralungarn wanderten die Roma im 15. und 16. Jahrhundert weiter Richtung Westen in jene Regionen, die während der Dreiteilung Ungarns als „Königliches Ungarn“ beim Habsburgerreich verblieben. Die sich aus dem Ungarischen ableitenden, bis heute verbreitenden Roma-Familiennamen Sarközi (deutsch aus Sarköz) und Baranyi (deutsch aus Baranya) haben ihren Ursprung in dieser Migrationsbewegung, und stehen für die Herkunft der Familien aus dem Komitat Baranya und aus Sarköz – womit unter anderem eine historische Region im ungarischen Komitat Tolna gemeint ist. Im Westen von Ungarn lebten die Roma jahrhundertelang zusammen mit Deutschen, Ungarn und Kroaten, sowie einer großen jüdischen Minderheit. Wegen der deutschsprachigen Bevölkerungsmehrheit mussten die westlichen Grenzregionen der Komitate Moson, Sopron und Vas nach dem Ersten Weltkrieg von Ungarn an Österreich abgetreten werden. Die dort lebenden Roma wurden von ungarischen zu österreichischen Staatsbürgern. Da dieses Gebiete 1921 zum neu geschaffenen Bundesland Burgenland zusammengefasst wurden, sind diese autochthonen Roma auch als Burgenlandroma bekannt. Diese werden vom Staat seit 1993 als eigene Volksgruppe anerkannt.

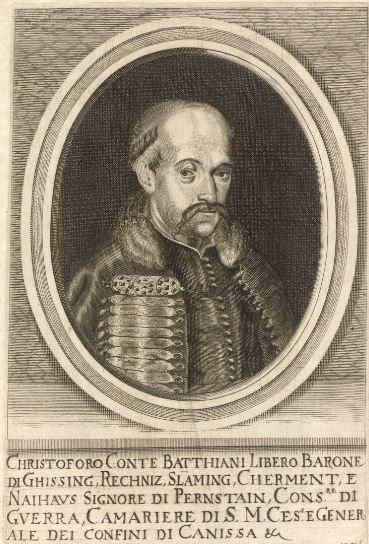
Christoph II. Batthyány genehmigte 1674 die Ansiedlung von Roma in seinen Herrschaftsgebieten

Der erste schriftliche Beleg über die dauerhafte Ansiedlung von Roma auf dem Gebiet des heutigen Österreich ist ein 1674 vom damaligen westungarischen Grundherren Christoph II. Batthyány ausgestellter „Zigeunerschutzbrief“, mit dem er einer Gruppe Roma das Umherziehen und Ausüben ihrer Handwerke in all seinen Grundherrschaften gewährte. Zu diesen gehörten unter anderem die Herrschaften Güssing, Schlaining, Bernstein und Rechnitz.

#### Zweite Migration
In der zweiten Hälfte des 19. Jahrhunderts kam es zu einer Migrationsbewegung von ursprünglich in der Walachei, Moldawien und deren benachbarten Gebieten beheimateten Roma. Auslöser dafür waren verschiedene soziopolitische Umwälzungen wie etwa die Abschaffung der Leibeigenschaft oder der Sklaverei. Aufgrund ihrer Herkunft aus der Walachei sind diese Roma als Vlach-Roma bekannt, und die Migrationsbewegung wird fallweise auch Vlach-Migration genannt.
Die Verbreitung der Roma dieser Migrationsbewegung erfolgte weltweit. Innerhalb des Habsburgerreiches gab es eine Binnenmigration von Lovara Ende des 19. Jahrhunderts, und von Sinti Anfang des 20. Jahrhunderts. Im heutigen Österreich ließen sich so Lovara aus Gebieten des heutigen Ungarn und der Slowakei, und Sinti aus Böhmen und Mähren, sowie dem süddeutschen Raum nieder.

#### Dritte Migration
Ab der Mitte des 20. Jahrhunderts kam es zu einer Wanderung von Roma aus Süd-Ost-Europa in die wirtschaftlich höher entwickelten und soziopolitisch stabileren Staaten Westeuropas. Nach Österreich kamen diese Roma ursprünglich als Gastarbeiter – häufig aus Ländern des ehemaligen Jugoslawien, speziell aus Serbien und der Vojvodina (Kalderasch, Gurbeti), dem Kosovo (Aschkali) oder Mazedonien (Arlije). Ab den späten 1980er-Jahren kamen aus Rumänien, Tschechien, der Slowakei und Ungarn weitere Arbeitsmigranten und Wirtschaftsflüchtlinge nach Österreich.

### Antiziganismus und Verfolgung

#### Habsburgerreich
Der Zuzug der Roma in Städte und Gemeinden wurde von Anbeginn in Österreich wie auch in anderen Ländern wie Deutschland, Ungarn, Slowakei oder Tschechien erschwert oder verboten. Von der Mehrheitsbevölkerung wurde zwar gefordert, dass Roma „sesshaft“ leben sollten, jedoch wurden Roma-Familien in den Städten nicht geduldet. Dies führte zur Bildung von Roma-Lagerplätzen außerhalb der Stadt, in Wäldern und auf entlegenen Plätzen. Kaiserin Maria Theresia  und Ungarn ordnete Mitte der zweiten Hälfte des 18. Jahrhunderts an, dass die Städte „zigeunerfrei“ sein müssten. Ebenso wurde das Sprechen ihrer Sprache, Romanes verboten und stand unter Strafe. Auch vor und nach dem Tod Joseph II. hatte sich die Rechtslage nicht wesentlich verändert. Der Gebrauch von Romanes blieb bei Strafe von bis zu vierundzwanzig Stockhieben verboten.

#### Nationalsozialismus
Schon bald nach dem „Anschluss Österreichs“ 1938 wurden österreichische Roma und Sinti gefangen genommen und in verschiedene Konzentrationslager, in weiterer Folge auch in Arbeitslager in Österreich eingewiesen. Das Zigeuner-Anhaltelager Lackenbach, mit bis zu 2300 Häftlingen, war das größte dieser Lager und wurde am 23. November 1940 in Betrieb genommen. Im Verlauf des Zweiten Weltkriegs erfolgten Deportationen in das Ghetto Litzmannstadt und ab 1943 auch in das „Zigeunerlager Auschwitz“ im KZ Auschwitz-Birkenau.

#### Attentat von Oberwart

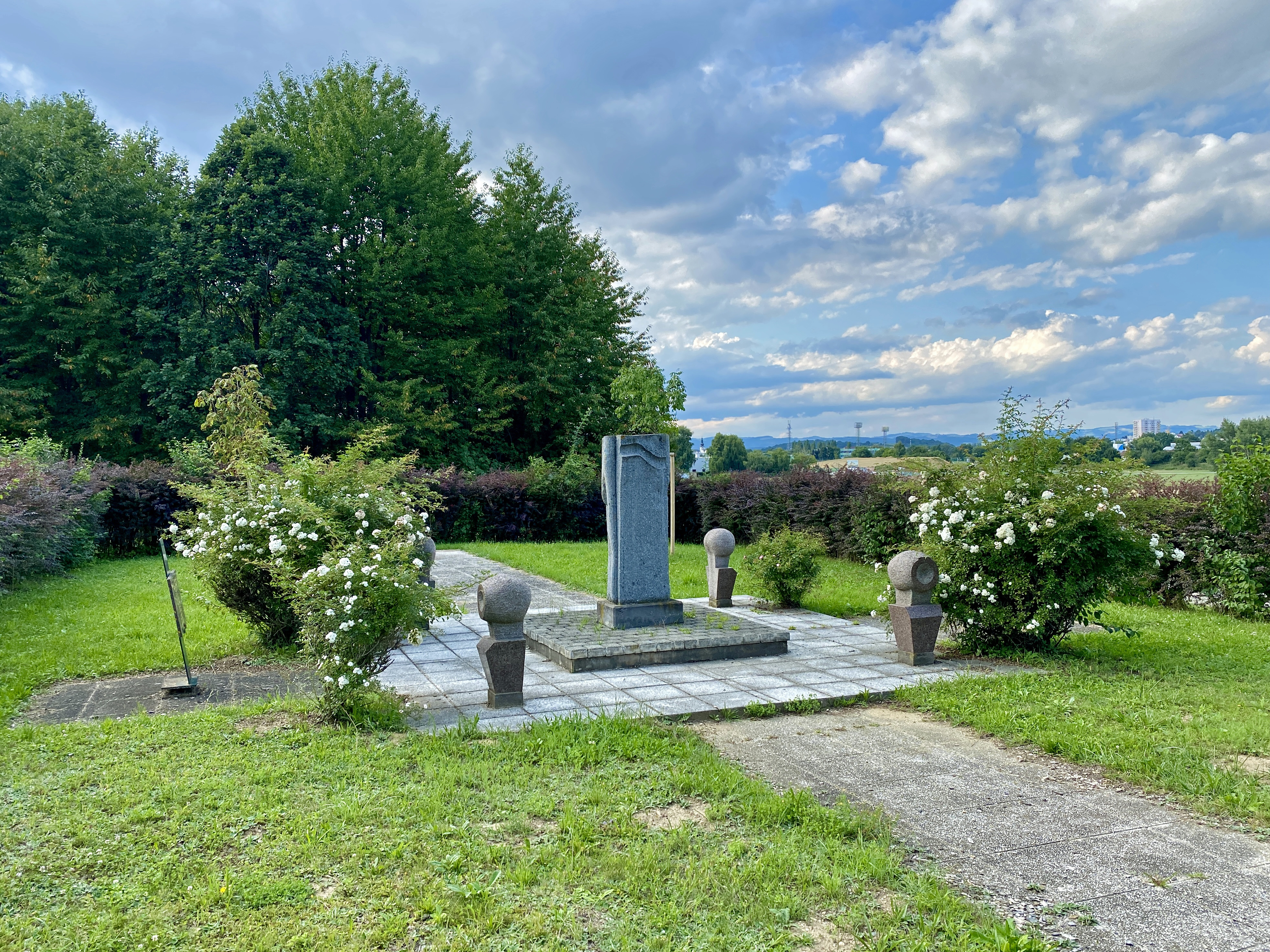
Mahnmal für die Opfer des Attentates von Oberwart

Am 4. Februar 1995 wurden vier Roma, Peter Sarközi (Sohn von Stefan Horvath), Josef Simon sowie Karl und Erwin Horvath, in Oberwart durch eine Sprengfalle getötet (Bombenattentat von Oberwart). Die Rohrbombe war an einem Schild mit der Aufschrift „Roma zurück nach Indien“ angebracht. Beim Versuch, dieses Schild zu entfernen, explodierte der aus ca. 150 Gramm gedämmtem Nitroglycerin bestehende Sprengsatz. Zwei Tage später wurde in Stinatz Erich Preissler, einem Mitarbeiter des burgenländischen Umweltdienstes, durch eine Sprengfalle die Hand zerfetzt. Beide Attentate wurden von Franz Fuchs verübt, der sich im Jahr 2000 im Gefängnis das Leben nahm.
Der Schriftsteller Stefan Horvath reflektierte die Morde in verschiedenen Büchern, die spätere Literatur-Nobelpreisträgerin Elfriede Jelinek thematisierte in ihrem Stück Stecken, Stab und Stangl die Reaktionen von Medien und Politik auf das Attentat.

## Kulturelle Identität(en)

### Sprache
Während die meisten Roma in Österreich den Romanes-Vlach Dialekt (auch Vlax geschrieben) sprechen, sprechen die Sinti ihren Dialekt, Sintitikes

### Religion

#### Religionszugehörigkeiten
Die Religionszugehörigkeit der Roma ist zumeist ident mit der vorherrschenden Religion des Landes oder der Region an, in der sie leben. Somit sind die bereits mehrere Generation auf dem Gebiet des heutigen Österreich lebenden Gruppen wie die Burgenland-Roma und die Lovara zum größten Teil römisch-katholischen Glaubens. Und so gibt es vor allem im Burgenland mit seinem generell höheren Anteil an Protestanten auch einige protestantische Roma, die zumeist evangelisch A.B. oder freikirchliche Pfingstler sind.
Durch diese Religionsprägung durch ihre persönliche Umgebung lassen sich die in der jüngeren Vergangenheit Zugezogenen häufig anhand ihrer Herkunft religiös einordnen. So sind die Roma aus Österreichs unmittelbaren Nachbarländern Tschechien, Slowakei, Ungarn und Slowenien meist ebenfalls katholisch. Kalderasch und Gurbeti sind größtenteils serbisch-orthodox, aus Rumänien zugezogene Roma häufig rumänisch-orthodox. Die Aschkali aus dem Kosovo und die Arlije aus Mazedonien sind zumeist sunnitische Muslime.

#### Roma-Wallfahrt

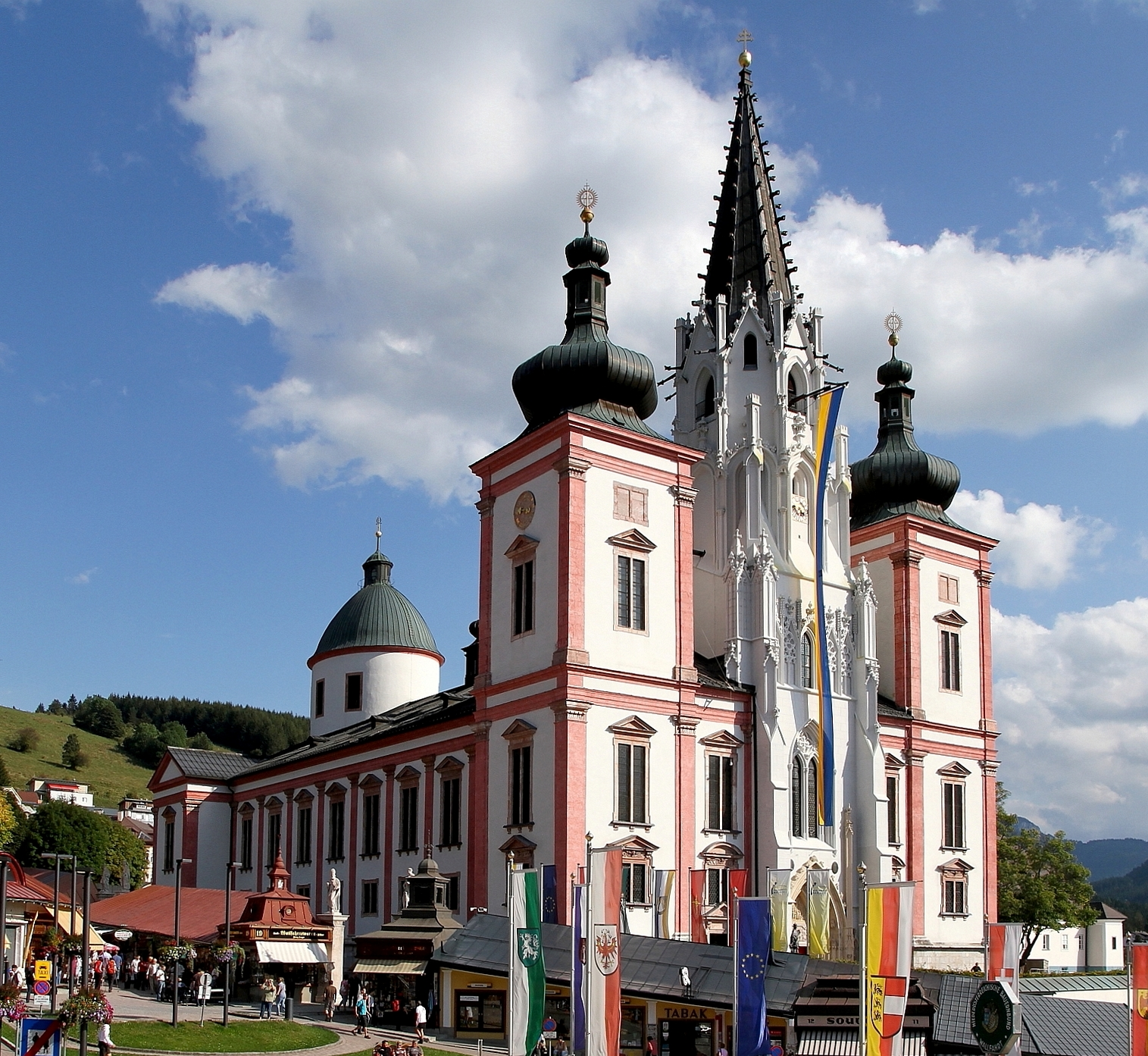
Seit 1996 gibt es jährliche „Roma-Wallfahrten“ in die Basilika Mariazell

Bei einigen der Roma-Gruppen in Österreich gibt es eine historische Tradition der Marienverehrung. Nach dem Ende des Zweiten Weltkrieges und des Porajmos pilgerten viele ehemalige Roma-KZ-Insassen aus Dank für ihr Überleben in den steirischen Wallfahrtsort Mariazell. In den 1990er-Jahren wurden die Pilgerreisen institutionalisiert, und seit 1996 kommt es jeweils am zweiten Sonntag des Monats August zu eigenen Roma-Wallfahrten mit katholischen Gottesdiensten in der Basilika Mariazell. An diesen nehmen neben österreichischen Roma auch viele Roma-Gruppen aus dem europäischen Ausland teil.

#### Roma-Pastoral
In der burgenländischen Diözese Eisenstadt wurde 1992 vom damaligen Diözesanbischof Paul Iby ein Geistlicher mit der Betreuung der Roma-Katholiken beauftragt. 1995 wurde Werner Klawatsch als erster „Roma-Seelsorger“ mit der Pastoral der Gläubigen beauftragt, und ein heute „Roma-Pastoral“ genanntes eigenes Referat eingerichtet.

### Musik
Die Musik der autochthonen Burgenlandroma wird traditionell mit Streichinstrumenten und Zymbal gespielt und wird von den Angehörigen der Volksgruppe als Teil ihrer eigenen Identität und Tradition wahrgenommen. Sie war noch bis zum 20. Jahrhundert in Österreich als „ungarische Musik“ bekannt und war innerhalb der Burgenlandroma weit verbreitet. Noch bis zur NS-Zeit waren rund 10 Prozent der Roma Mitglied einer Musikgruppe, für die der aus dem Ungarischen kommende Begriff Banda (deutsch Kapelle) geläufig ist. Die Auslöschung nahezu einer ganzen Generation von Roma während des Porajmos führte zum Verlust eines Großteils des Liedgutes der Burgenlandroma. Ebenso gab es nach dem Zweiten Weltkrieg nur noch wenige Musikgruppen, die das Roma-Liedgut pflegten. Dieses wurde größtenteils durch Pop- und Schlagermusik verdrängt.

In den 1970er- und 1980er-Jahren kam es im deutschsprachigen Raum zur Verbreitung des von Django Reinhardt bereits vor dem Zweiten Weltkrieg kreierten Gypsy-Jazz. Es folgte eine Popularisierung von als „Balkan Brass“ bekannter Musik, die durch mehrere Gruppierungen aus dem damaligen Jugoslawien, und aus Rumänien und Bulgarien verbreitet wurde. Dabei handelt es sich um volkstümlicher Musik von ursprünglich Roma-Blaskapellen aus verschiedenen Balkanregionen, bei der auf Trommeln und Blechblasinstrumenten der Tanz bei Hochzeiten oder anderen Feiern musikalisch begleitet wird.

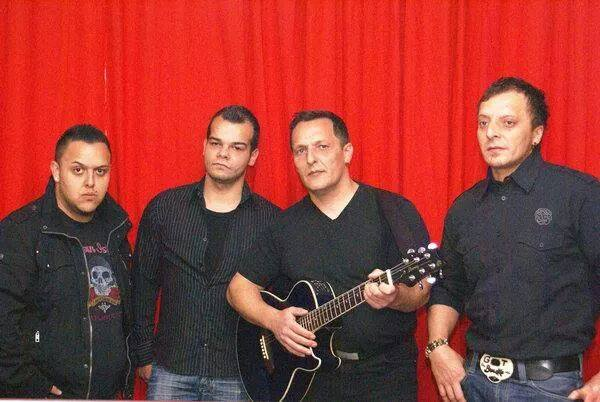
Die Gruppe Romano Rath

In Österreich wurde ab den 1990ern die traditionelle Musik der Lovara insbesondere durch die Sängerin Ruža Nikolić-Lakatos bekannt gemacht. Um den Jahrtausendwechsel herum folgte der sogenannte „Boom des Balkan-Beats“, durch den sich speziell in Wien eine Clubszene entwickelte. Viele Musiker und Gruppen dieser Szene sind Roma, etwa der Akkordeonist Martin Lubenov oder einzelne Mitglieder von Gruppen wie der Balkan Fratelli Band aus Innsbruck.
Es entwickelte sich so eine Roma-Musikszene, die fester Bestandteil der allgemeinen Musikkultur wurde. In Österreich fanden speziell die Musik der Lovara und die Musik von Romagruppen vom Balkan den Weg in die Öffentlichkeit. Internationale Bekanntheit erlangten die aus Österreich stammenden Jazz-Musiker Harri Stojka und Karl Ratzer. Daneben gibt es noch national bekannte Roma-Gruppen wie die aus dem Burgenland stammenden Romano Rath und Leon Berger Band.

### Medien
Der ORF 2 strahlt sechsmal im Jahr eine Sendung mit dem Titel „Servus, Szia, Zdravo, Del tuha“ aus. Dabei handelt es sich um ein viersprachiges Fernsehmagazin des ORF Burgenland. Die verwendeten Sprachen sind: Deutsch, Ungarisch, Burgenlandkroatisch sowie Romanes. In der Sendung werden kulturelle und volkstümliche Aspekte aller Volksgruppen im Burgenland thematisiert. Dies sind neben den Burgenlandroma die Burgenlandungarn und die Burgenlandkroaten.
Die Moderatorin dieser Sendung ist Katharina Graf-Janoska.

## Persönlichkeiten
- Robert Gabris (* 1986), in Wien lebender und arbeitender slowakischer Künstler
- Adrian Coriolan Gaspar (* 1987), rumänisch-österreichischer Jazz-Pianist und Komponist
- Rosa Gitta-Martl (* 1946), österreichische Künstlerin und Gründerin des Vereins Ketani
- Katharina Graf-Janoska (* 1988), österreichische Journalistin und Autorin
- Gilda Horvath (* 1983), österreichische Journalistin und Roma-AktivistinGilda Horvath und Rudolf Sarközi

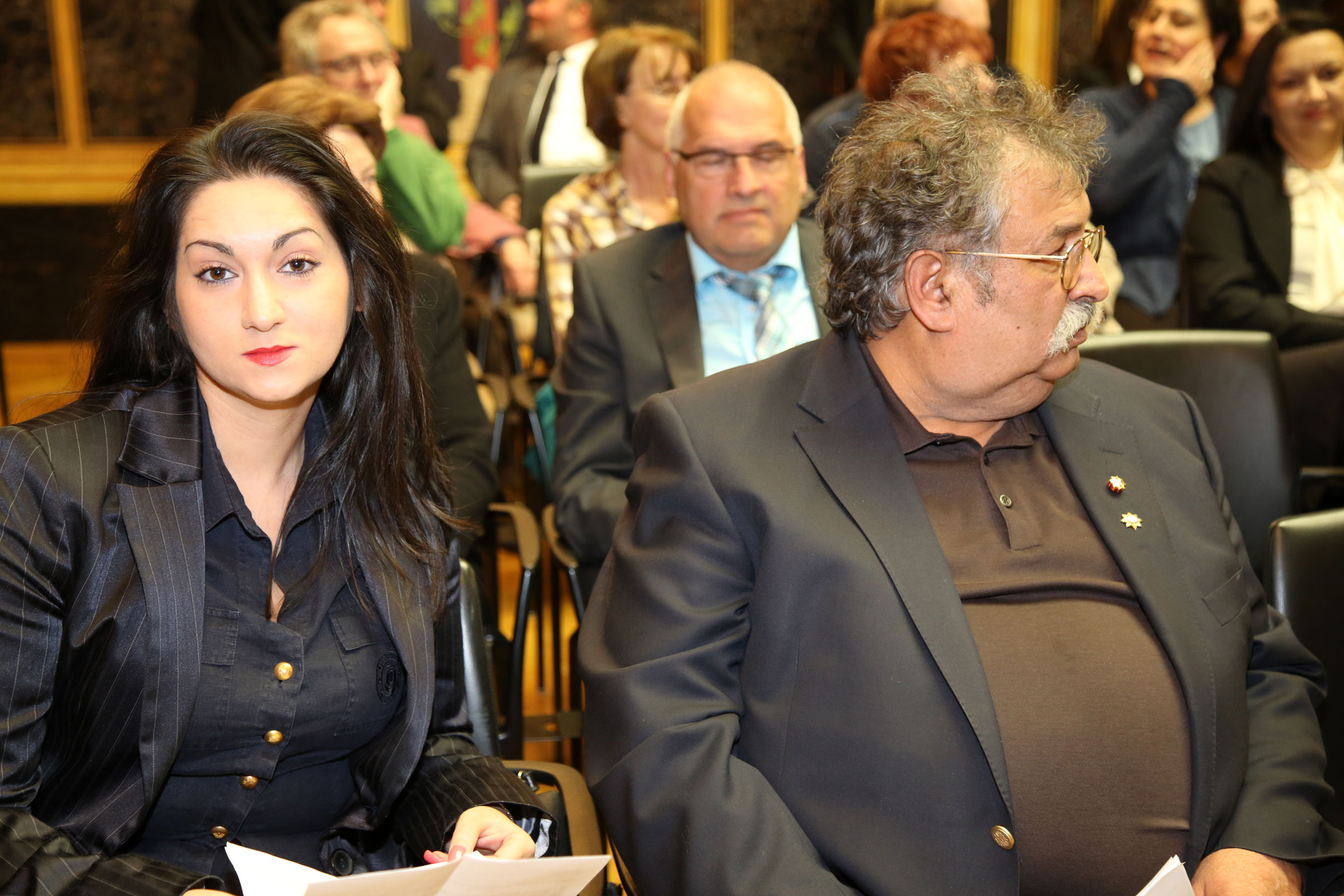
Gilda Horvath und Rudolf Sarközi

- Stefan Horvath (* 1949), österreichischer Schriftsteller
- Ilija Jovanović (1950–2010), serbisch-österreichischer Schriftsteller
- Samuel Mago (* 1996), in Wien lebender ungarischer Autor
- Ruža Nikolić-Lakatos (1945–2022), ungarisch-österreichische Sängerin
- Rudolf Sarközi (1944–2016), österreichischer politischer Aktivist und Roma-Vertreter
- Sandra Selimović (* 1981), serbisch-österreichische Schauspielerin
- Simonida Selimović (* 1979), serbisch-österreichische SchauspielerinTony Wegas

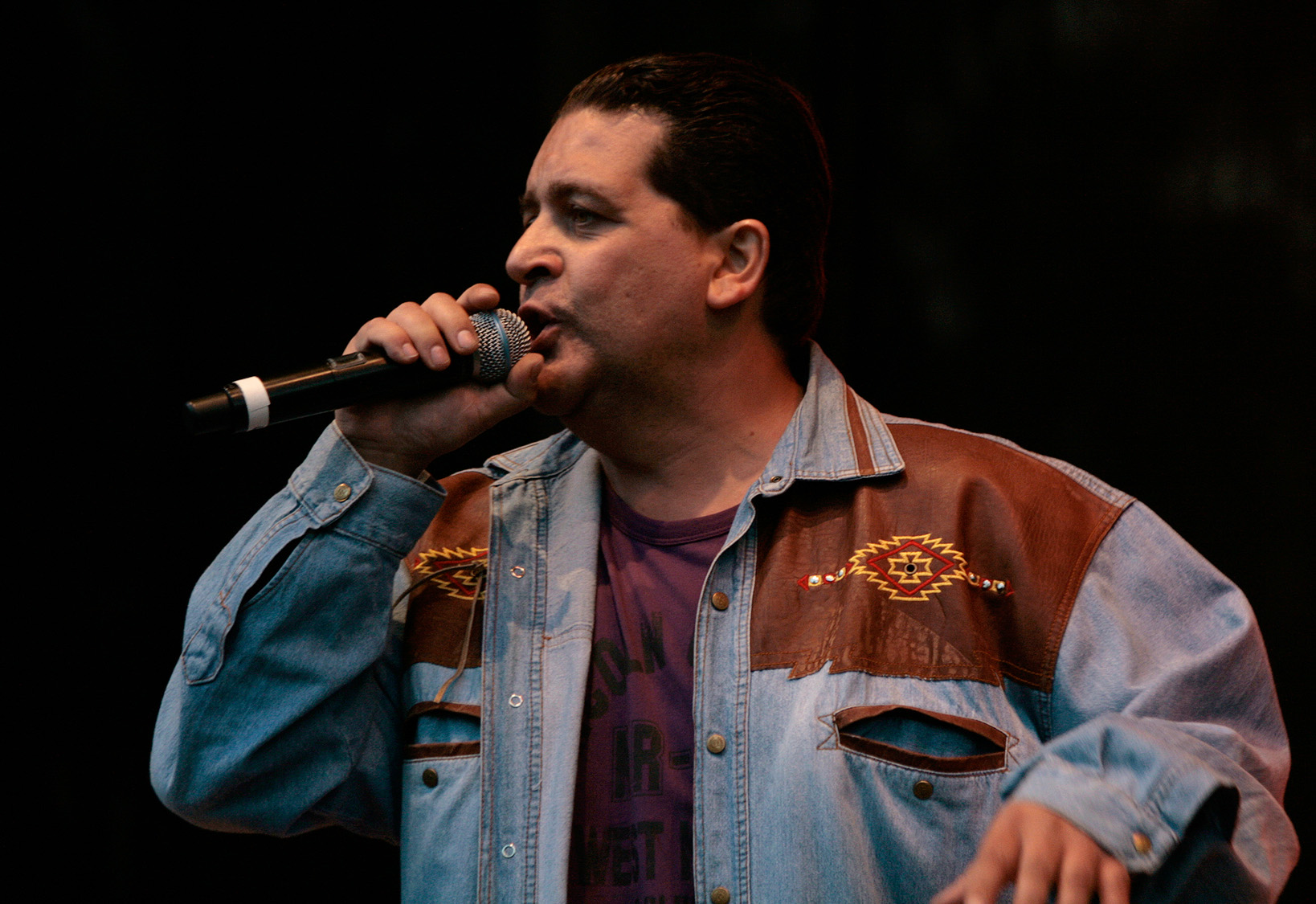
Tony Wegas

- Tony Wegas (* 1965), österreichischer Sänger und Musiker
- Rosa Winter (1923–2005), österreichische KZ-Überlebende
- Joe Zawinul (1932–2007), österreichischer Jazz-Musiker und Komponist

Die Großfamilie Stojka:
- Ceija Stojka (1933–2013), österreichische Schriftstellerin und Künstlerin

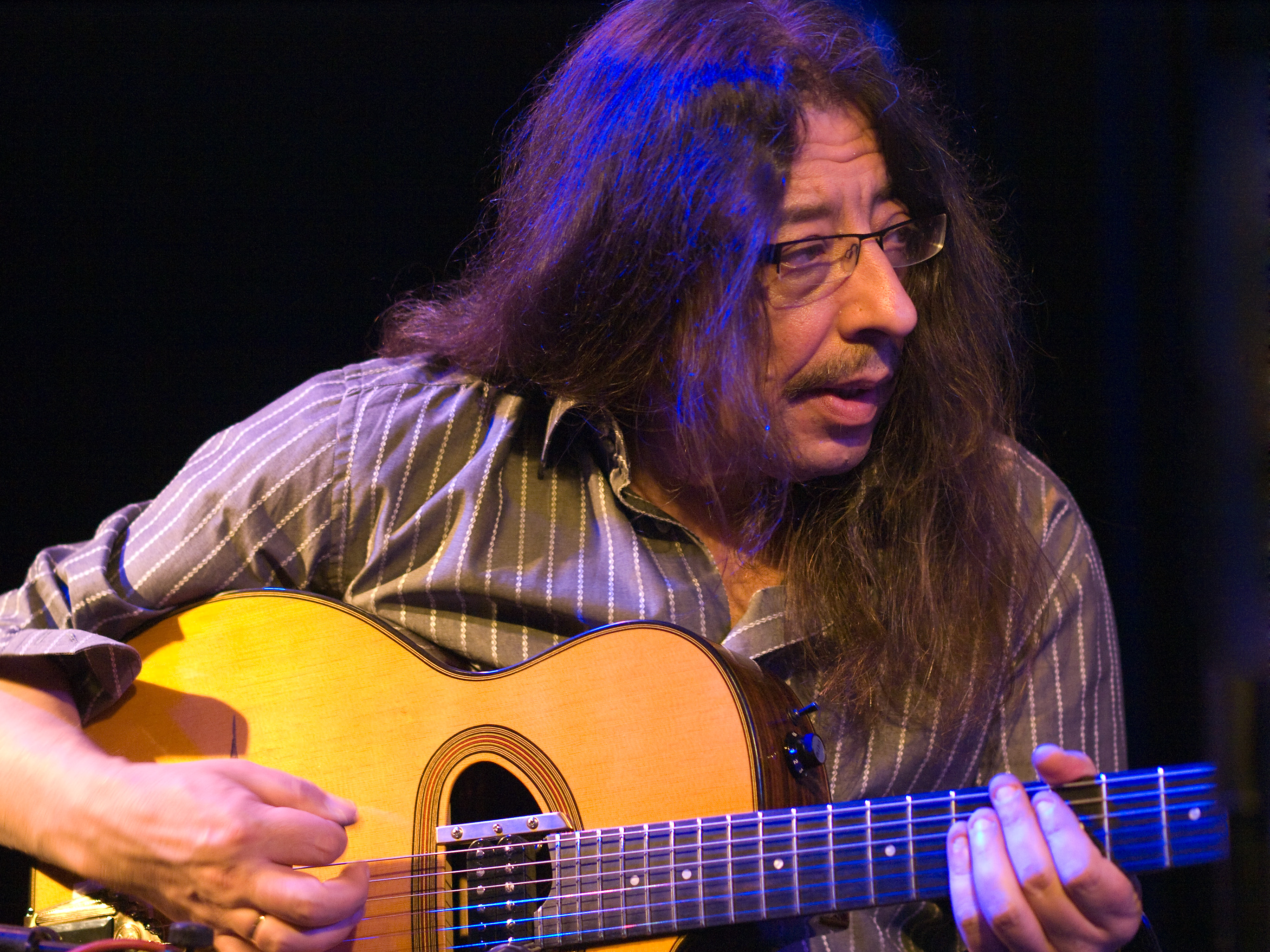
Harri Stojka

- Harri Stojka (* 1957), österreichischer Jazz-Musiker

- Karl Ratzer (* 1950), österreichischer Jazz-Gitarrist, Sänger und Komponist
- Karl Stojka (1931–2003), österreichischer Künstler und Porajmos-Überlebender
- Mongo Stojka (1929–2014), österreichischer Teppichhändler, Musiker und Autor

## Erinnerungskultur

### Öffentlicher Raum
In Wien gibt es mehrere Straßenbenennungen, die an bekannte Gruppen oder Persönlichkeiten der Roma erinnern. 2001 wurden im 21. Wiener Gemeindebezirk Floridsdorf drei Verkehrsflächen am Dragonerhäufel nach den bekanntesten Gruppen der Roma benannt: der Romaplatz, der Sintiweg und der Lovaraweg. Am 12. September 2014 widmete der Bezirksvorsteher von Wien-Neubau, Thomas Blimlinger, den Ceija-Stojka-Platz vor der Altlerchenfelder Kirche in Neubau der namensgebenden Schriftstellerin. Im Oktober 2017 wurde der 1952–1954 errichtete Gemeindebau in der Springsiedelgasse 32 im Wiener Bezirk Döbling in „Rudolf-Sarközi-Hof“ umbenannt – in Erinnerung an den ein Jahr zuvor verstorbenen österreichweit bekannten Roma-Vertreter.

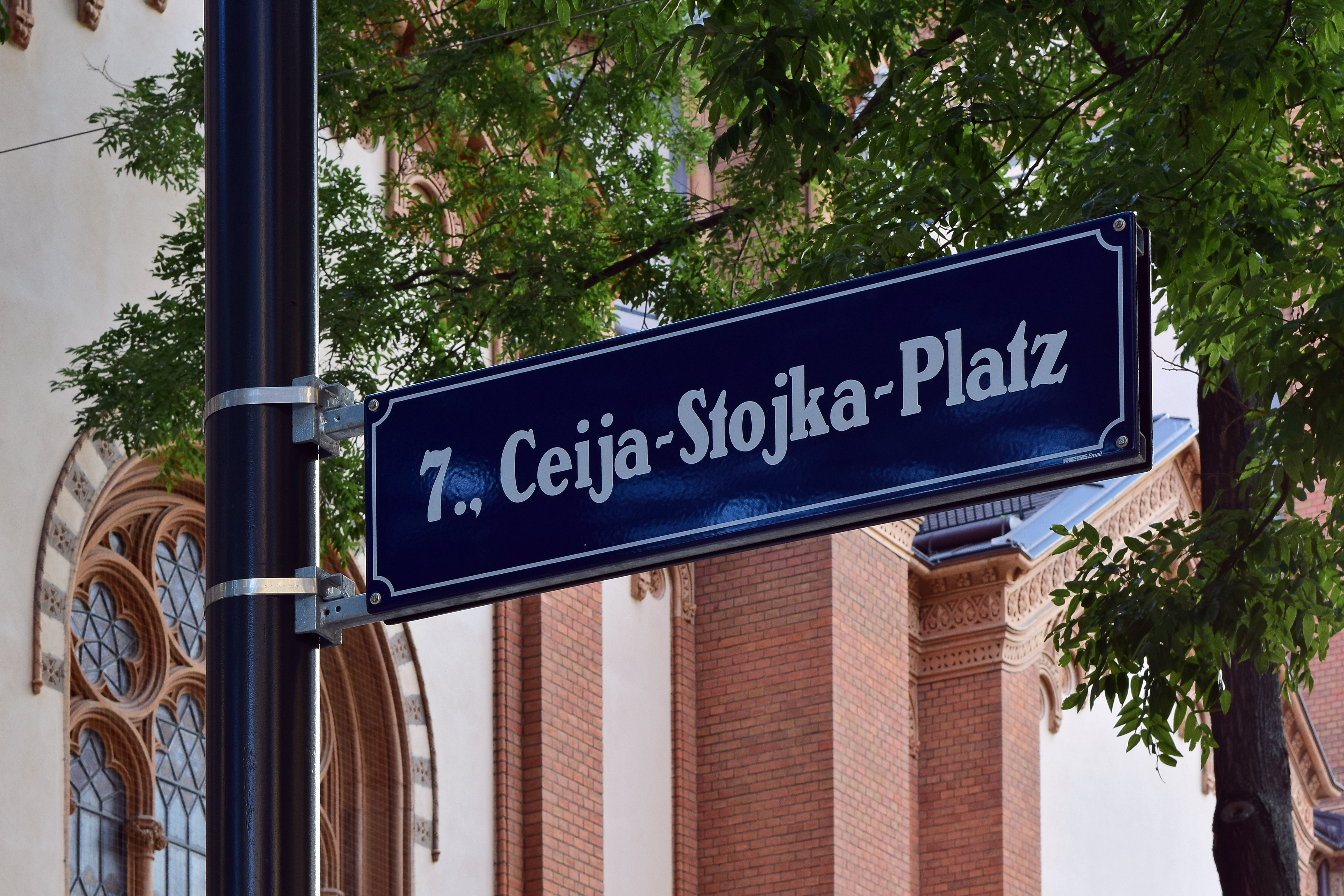
Ceija-Stojka-Platz-Tafel in Wien-Neubau
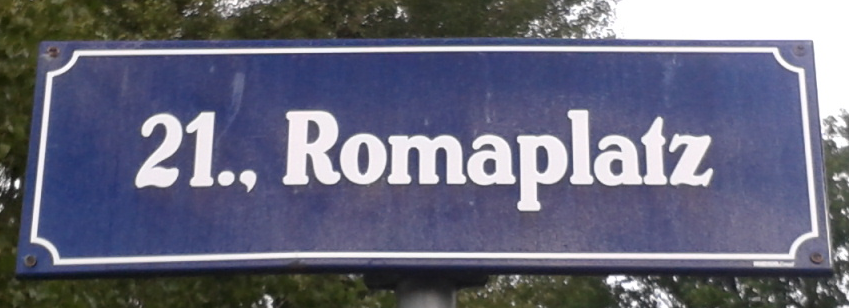
Romaplatz-Tafel in Wien-Floridsdorf (Dragonerhäufel)
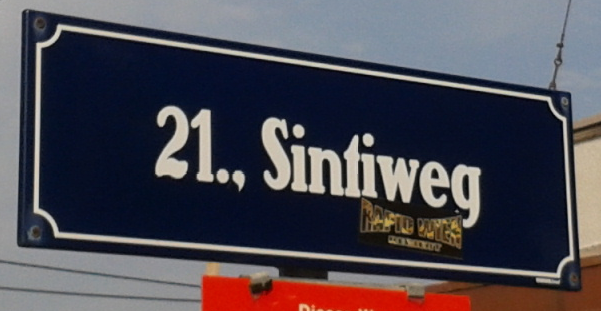
Sintiweg-Tafel in Wien-Floridsdorf (Dragonerhäufel)
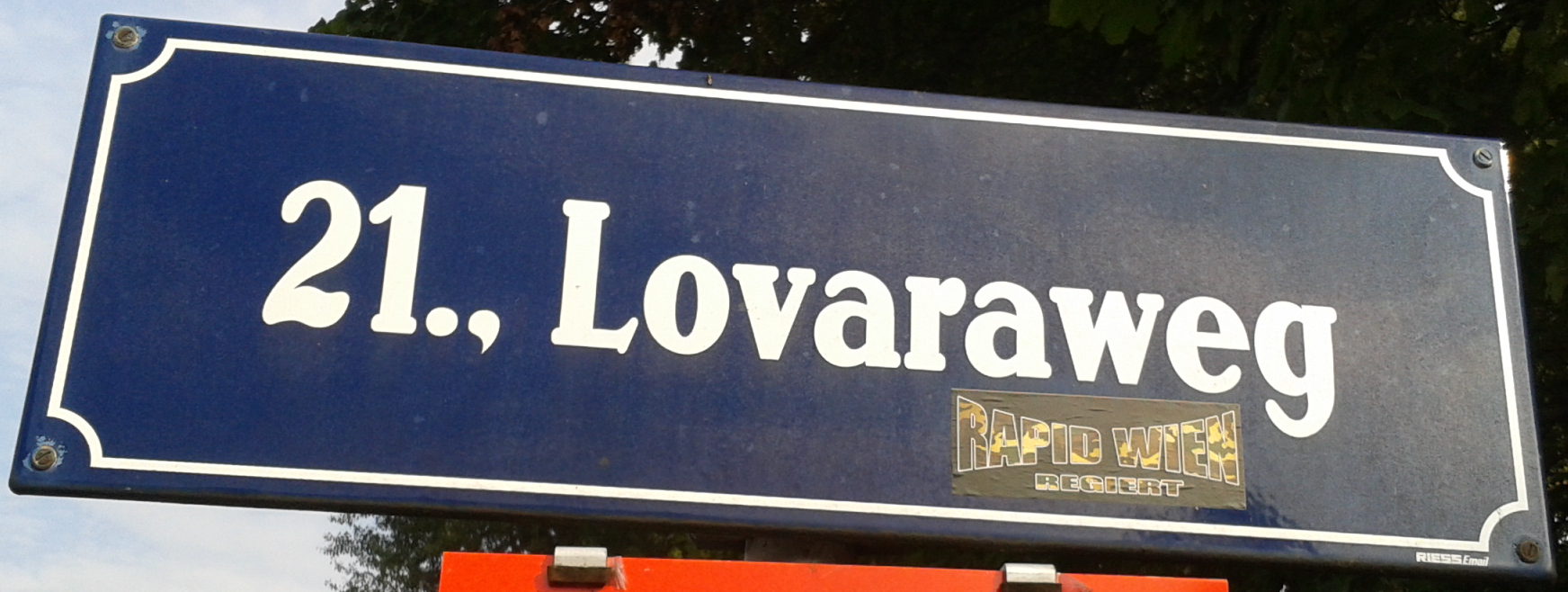
Lovaraweg-Tafel in Wien-Floridsdorf (Dragonerhäufel)